# Gens Lutacia

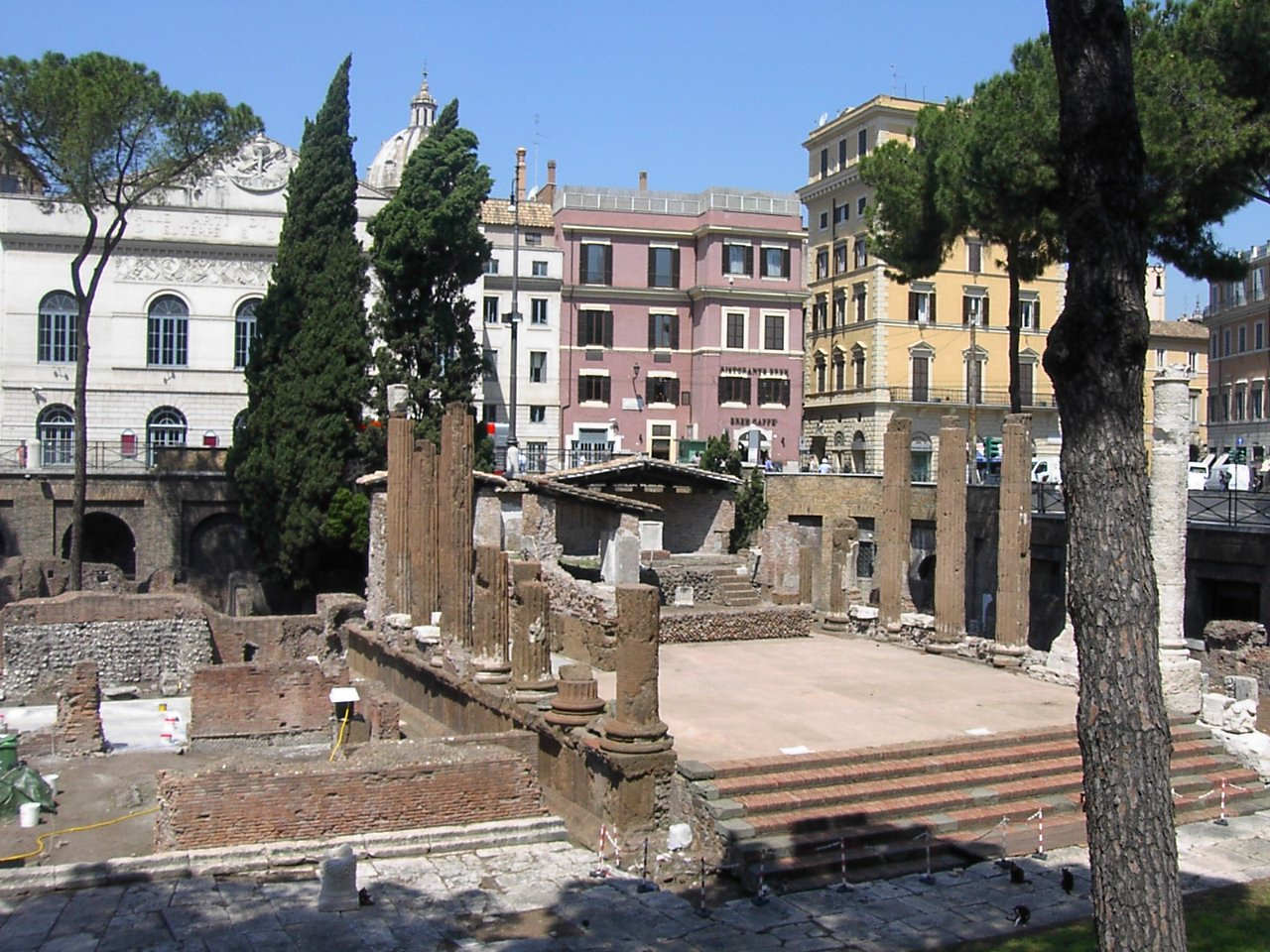
Templo dedicado a Juturna, construido por Gayo Lutacio Catulo para conmemorar su victoria en las islas Egadas, en Largo di Torre Argentina, Roma.

La gens Lutacia (“Familia Lutacia”) fue una familia de la Antigua Roma. Empezaron a destacar durante la primera guerra púnica y produjeron varios cónsules durante las generaciones posteriores, pero no fueron una de las gentes maiores. Los Lutacios fueron plebeyos nobles.
Debido a la antigua costumbre romana de llamar a los hijos por sus famosos antepasados, varios Lutacios importantes tuvieron el mismo nombre. El cognomen común de la familia es Cátulo, que significa "cachorro". "Cátulo" puede relacionarse etimológicamente, pero no debe ser confundido, con el nombre Catulo.

## Miembros destacados de la familia
- Cayo Lutacio Cátulo, cónsul en el año 242 a. C. Fue el primer cónsul de la familia (un homo novus), elegido en el año 242 a. C. Fue el héroe de la Batalla de las Islas Egadas que puso fin a la primera guerra púnica derrotando a Hanón el Grande de Cartago.
- Quinto Lutacio Cercón, cónsul en el año 241 a. C., hermano del anterior. Fue también censor en el año 236 a. C.
- Cayo Lutacio Cátulo, hijo del anterior Cayo Lutacio Catulo, fue cónsul en el año 220 a. C. con Lucio Veturio Filón.
- Quinto Lutacio Cátulo, conocido como un gran orador, poeta y prosista. Fue cónsul en 102 a. C. junto con Gayo Mario y luchó con él contra los cimbrios y los teutones. Se suicidó durante las purgas de Mario.
- Quinto Lutacio Cátulo, hijo del anterior, cónsul en el año 78 a. C. con Marco Emilio Lépido y censor en 65 a. C.; su madre fue Servilia. Fue uno de los pocos consulares que sobrevivieron a las guerras civiles y las purgas de Sila. Por lo tanto, se convirtió en una persona muy influyente en el senado. Se casó con Hortensia (hermana de Quinto Hortensio, el orador). Su hermana, Lutacia, a su vez, se casó con el hermano de su esposa Quinto Hortensio, y fue la madre de sus hijos, incluyendo Hortensia. Fue parte de la facción de los "boni" del senado y murió en el año 61 a. C.